# Taketoyo-Linie
| Triebzug der Baureihe 313-1300 auf der Taketoyo-Linie |                   |                                   |                                   |
| |                   |                                   |                                   |
| Streckenlänge: | 19,3 km           |                                   |                                   |
| Spurweite: | 1067 mm (Kapspur) |                                   |                                   |
| Stromsystem: | 1500 V =          |                                   |                                   |
| Streckengeschwindigkeit: | 85 km/h           |                                   |                                   |
| Zweigleisigkeit: | ganze Strecke     |                                   |                                   |
| |                   |                                   |                                   |
| Gesellschaft: | JR Central        |                                   |                                   |
| \| \| \| Nanpō-Güterlinie (unvollendet) \| \| \| \| 0,0 \| Ōbu (大府) \| 1886– \| \| \| \| Tōkaidō-Hauptlinie \| 1886– \| \| \| 1,7 \| Owari-Morioka (尾張森岡) \| 1933– \| \| \| 3,1 \| Ogawa (緒川) \| 1900– \| \| \| 4,6 \| Ishihama (石浜) \| 1957– \| \| \| 6,0 \| Owari-ikuji (尾張生路) \| 1933–1944 \| \| \| 6,8 \| Higashiura (東浦) \| 1944– \| \| \| \| Hekinan-Linie \| \| \| \| 7,2 \| Fujie (藤江) \| 1934–1944 \| \| \| 10,2 \| Kamezaki (亀崎) \| 1886– \| \| \| 12,8 \| Okkawa (乙川) \| 1933– \| \| \| \| zum Flughafen Chūbu (unvollendet) \| \| \| \| 14,6 \| Handa (半田) \| 1886– \| \| \| \| Handa-Linie \| 1975– \| \| \| 16,3 \| Higashi-Narawa (東成岩) \| 1933– \| \| \| 19,3 \| Taketoyo (武豊) \| 1886– \| \| \| \| ← Meitetsu Kōwa-Linie \| 1932– \| \| \| \| Hori-kawa \| \| \| \| \| NOF Co. \| –1987 \| \| \| 20,3 \| Taketoyo-minato (武豊港) \| 1930–1965 \| |                   |                                   |                                   |
| |                   | Nanpō-Güterlinie (unvollendet)    |                                   |
| Blockstelle · Bahnhof | 0,0               | Ōbu (大府)                        | 1886–                             |
| Strecke nach links · Kreuzung links |                   | Tōkaidō-Hauptlinie                | 1886–                             |
| Haltepunkt / Haltestelle | 1,7               | Owari-Morioka (尾張森岡)          | 1933–                             |
| Bahnhof | 3,1               | Ogawa (緒川)                      | 1900–                             |
| Bahnhof | 4,6               | Ishihama (石浜)                   | 1957–                             |
| ehemaliger Haltepunkt / Haltestelle | 6,0               | Owari-ikuji (尾張生路)            | 1933–1944                         |
| Bahnhof | 6,8               | Higashiura (東浦)                 | 1944–                             |
| Abzweig geradeaus und nach links |                   | Hekinan-Linie                     | Hekinan-Linie                     |
| ehemaliger Haltepunkt / Haltestelle | 7,2               | Fujie (藤江)                      | 1934–1944                         |
| Bahnhof | 10,2              | Kamezaki (亀崎)                   | 1886–                             |
| Bahnhof | 12,8              | Okkawa (乙川)                     | 1933–                             |
| Abzweig geradeaus und ehemals nach rechts |                   | zum Flughafen Chūbu (unvollendet) | zum Flughafen Chūbu (unvollendet) |
| Bahnhof | 14,6              | Handa (半田)                      | 1886–                             |
| Abzweig geradeaus und von links |                   | Handa-Linie                       | 1975–                             |
| Bahnhof | 16,3              | Higashi-Narawa (東成岩)           | 1933–                             |
| Kopfbahnhof Strecke ab hier außer Betrieb | 19,3              | Taketoyo (武豊)                   | 1886–                             |
| Strecke von halbrechts · Strecke (außer Betrieb) |                   | ← Meitetsu Kōwa-Linie             | 1932–                             |
| Brücke über Wasserlauf · Brücke über Wasserlauf (Strecke außer Betrieb) |                   | Hori-kawa                         | Hori-kawa                         |
| Kreuzung geradeaus oben (Querstrecke außer Betrieb) · Abzweig geradeaus und nach rechts (Strecke außer Betrieb) |                   | NOF Co.                           | –1987                             |
| Strecke · Betriebs-/Güterbahnhof Streckenende (Strecke außer Betrieb) | 20,3              | Taketoyo-minato (武豊港)          | 1930–1965                         |

Die Taketoyo-Linie (jap. 武豊線, Taketoyo-sen) ist eine Eisenbahnstrecke auf der japanischen Insel Honshū, die von der Bahngesellschaft JR Central betrieben wird. Südöstlich von Nagoya in der Präfektur Aichi verbindet sie Ōbu mit Taketoyo an der Ostküste der Chita-Halbinsel.

## Streckenbeschreibung
Die 19,3 km lange Strecke ist in Kapspur (1067 mm) verlegt und mit 1500 V Gleichspannung elektrifiziert; die zulässige Höchstgeschwindigkeit beträgt 85 km/h. Nördlicher Ausgangspunkt ist der Bahnhof Ōbu, wo sie von der Tōkaidō-Hauptlinie abzweigt. Sie verläuft überwiegend in südlicher oder südwestlicher Richtung und folgt der Ostküste der Chita-Halbinsel. Auf dem Stadtgebiet von Handa und Taketoyo verläuft die Strecke in etwa 300 bis 400 Metern Entfernung parallel zur Meitetsu Kōwa-Linie. Südliche Endstation ist der Bahnhof Taketoyo.
In den Bahnhöfen Higashiura und Higashi-Narawa zweigen zwei Strecken der Kinuura Rinkai Tetsudō ab, die ausschließlich dem Güterverkehr zu den weitläufigen Hafen- und Industrieanlagen der Region dienen. Es handelt sich dabei um die Hekinan-Linie und die Handa-Linie.

## Zugangebot
Tagsüber verkehren auf der Taketoyo-Linie im Halbstundentakt Regionalzüge mit Halt an allen Bahnhöfen; dabei muss an der nördlichen Endstation Ōbu in Richtung Nagoya und Toyohashi umgestiegen werden. An ihre Stelle treten während der Hauptverkehrszeit Eilzüge, die bis zu dreimal je Stunde umsteigefreie Verbindungen zwischen Taketoyo und Nagoya anbieten: Während sie auf der eigentlichen Taketoyo-Linie ebenfalls alle Bahnhöfe bedienen, legen sie auf der Tōkaidō-Hauptlinie lediglich einen Zwischenhalt in Kanayama ein.

## Bilder

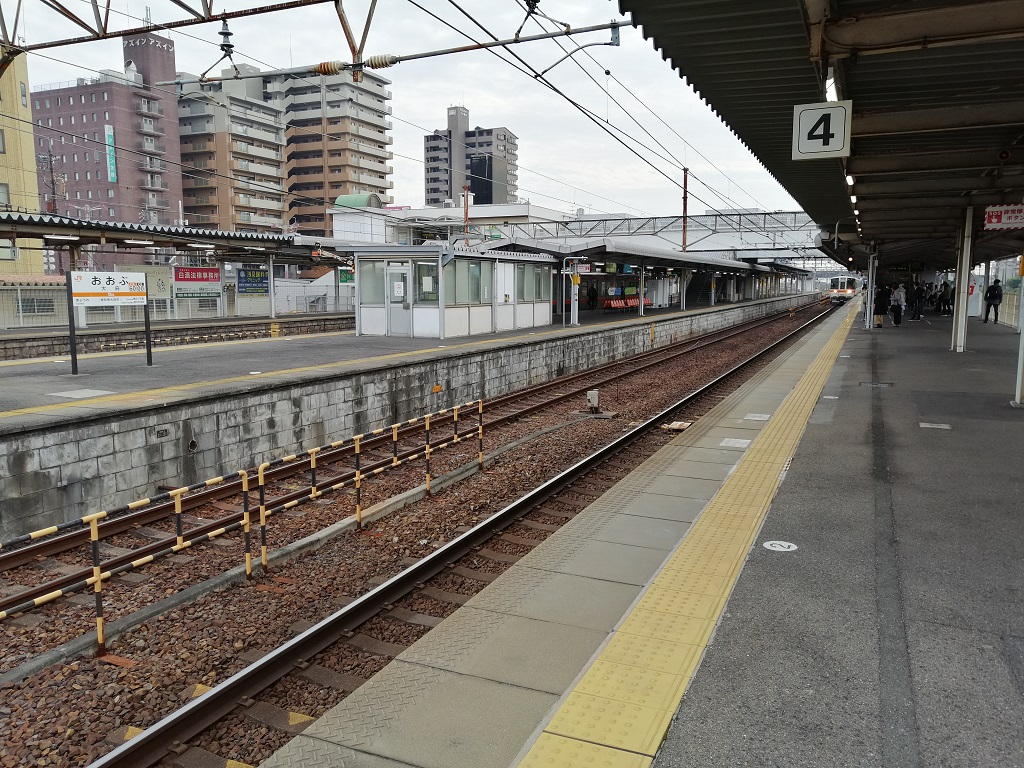
Bahnhof Ōbu
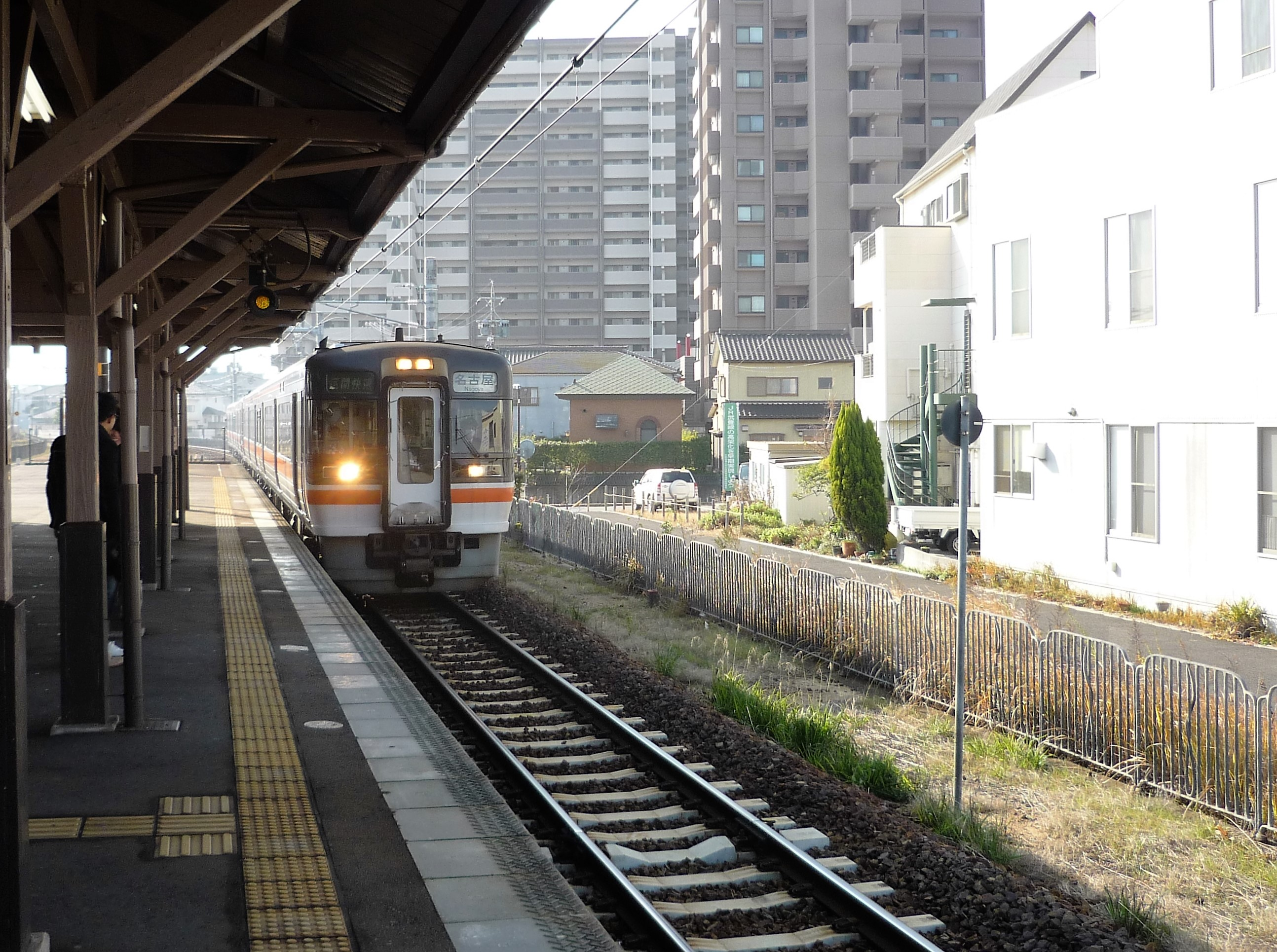
Bahnhof Handa
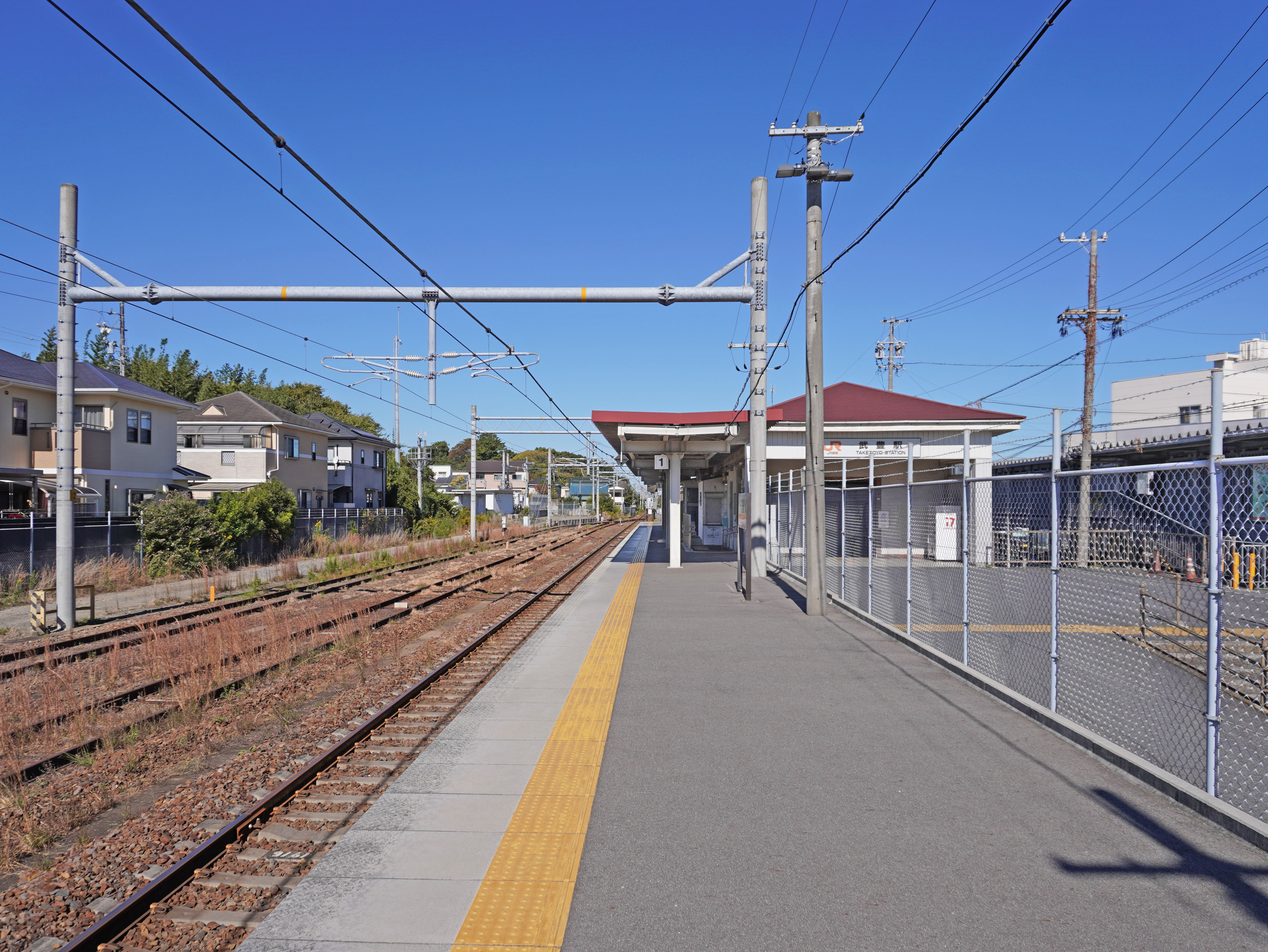
Bahnhof Taketoyo

## Geschichte
Die Entstehung der Strecke steht in einem engen Zusammenhang mit dem Bau der Tōkaidō-Hauptlinie. Ursprünglich war geplant, diese im Landesinneren entlang der Nakasendō-Straße zu errichten. Ebenso war eine Stichstrecke von Ōgaki über Nagoya nach Taketoyo vorgesehen. Der dortige Hafen bot die Möglichkeit, die benötigten Baumaterialien (insbesondere importierte Schienen und Stahlträger) in großen Mengen per Schiff herbeizuschaffen. Eine kurzfristige Planänderung hatte zur Folge, dass die Tōkaidō-Hauptlinie in Küstennähe überwiegend parallel zur Tōkaidō-Straße gebaut wurde. Eine Anbindung des Hafens erschien weiterhin sinnvoll. Die Eröffnung der Taketoyo-Linie erfolgte am 1. März 1886, zusammen mit dem daran anschließenden Teilstück der Tōkaidō-Hauptlinie nach Atsuta am südlichen Stadtrand von Nagoya. Der noch fehlende Bahnhof Ōbu am Ausgangspunkt der Taketoyo-Linie ging am 10. September 1887 in Betrieb. Seit der Inbetriebnahme des Abschnitts Ōbu–Hamamatsu der Tōkaidō-Hauptlinie am 1. September 1888 ist die Taketoyo-Linie eine Zweigstrecke.
Das Nōbi-Erdbeben am 28. Oktober 1891 richtete schwere Schäden an, weshalb der Bahnbetrieb fast zwei Monate lang bis zum 21. Dezember ruhte. Am 1. April 1930 verlängerte das Eisenbahnministerium die Strecke zum neuen Hafenbahnhof Taketoyo-minato, wobei nur Güterzüge diesen rund einen Kilometer langen Abschnitt befuhren. Ab 1933 wurden im Personenverkehr Dieseltriebwagen eingesetzt. Wegen des Pazifikkriegs mussten sie 1944 wieder Dampfzügen weichen. Die Japanische Staatsbahn führte sie am 14. Oktober 1955 zunächst für einige Personenzüge wieder ein, am 20. September 1958 schließlich für alle. Am 20. August 1965 legte die Staatsbahn den Abschnitt zwischen Taketoyo und Taketoyo-minato ein. Der letzte Dampfzug im Güterverkehr stand am 30. Juni 1970 im Einsatz. Im Rahmen der Staatsbahnprivatisierung ging die Strecke am 1. April 1987 in den Besitz der neuen Gesellschaft JR Central über.
Während der Planungsphase des Flughafens Chūbu war die Taketoyo-Linie zusammen mit der Meitetsu Tokoname-Linie und der Aonami-Linie ein Kandidat für die Bahnerschließung der vorgesehenen Flughafeninsel in der Ise-Bucht. Dabei sollte eine neu zu erbauende Zweigstrecke in der Nähe des Bahnhofs Okkawa in westlicher Richtung abzweigen, die Chita-Halbinsel durchqueren und auf der Flughafeninsel enden. Letztlich entschied sich JR Central jedoch im September 1996 aus Rentabilitätsgründen dagegen, das Projekt weiterzuverfolgen. Die Präfektur Aichi legte sich deshalb auf eine Verlängerung der Meitetsu Tokoname-Linie in Form der Meitetsu-Flughafenlinie, die kostengünstiger war und mehr Vorteile bot. Realisiert wurde hingegen die in diesem Zusammenhang geplante Elektrifizierung der Taketoyo-Linie, die am 1. März 2015 abgeschlossen war.

## Liste der Bahnhöfe
| Name                     | km   | Anschlusslinien    | Lage   | Ort        |
| ------------------------ | ---- | ------------------ | ------ | ---------- |
| Ōbu (大府)               | 00,0 | Tōkaidō-Hauptlinie | Koord. | Ōbu        |
| Owari-Morioka (尾張森岡) | 01,7 |                    | Koord. | Higashiura |
| Ogawa (緒川)             | 03,1 |                    | Koord. | Higashiura |
| Ishihama (石浜)          | 04,6 |                    | Koord. | Higashiura |
| Higashiura (東浦)        | 06,8 | Hekinan-Linie      | Koord. | Higashiura |
| Kamezaki (亀崎)          | 10,2 |                    | Koord. | Handa      |
| Okkawa (乙川)            | 12,8 |                    | Koord. | Handa      |
| Handa (半田)             | 14,6 |                    | Koord. | Handa      |
| Higashi-Narawa (東成岩)  | 16,3 | Handa-Linie        | Koord. | Handa      |
| Taketoyo (武豊)          | 19,3 |                    | Koord. | Taketoyo   |